# Grandcourt (Seine-Maritime)
Pour les articles homonymes, voir Grandcourt.
Pour l’article ayant un titre homophone, voir Grandcour.
Grandcourt est une commune française située dans le département de la Seine-Maritime en région Normandie.

## Géographie
| Villy-sur-Yères |            | Guerville   |
| Fresnoy-Folny   | Grandcourt | Dancourt    |
|                 | Puisenval  | Preuseville |

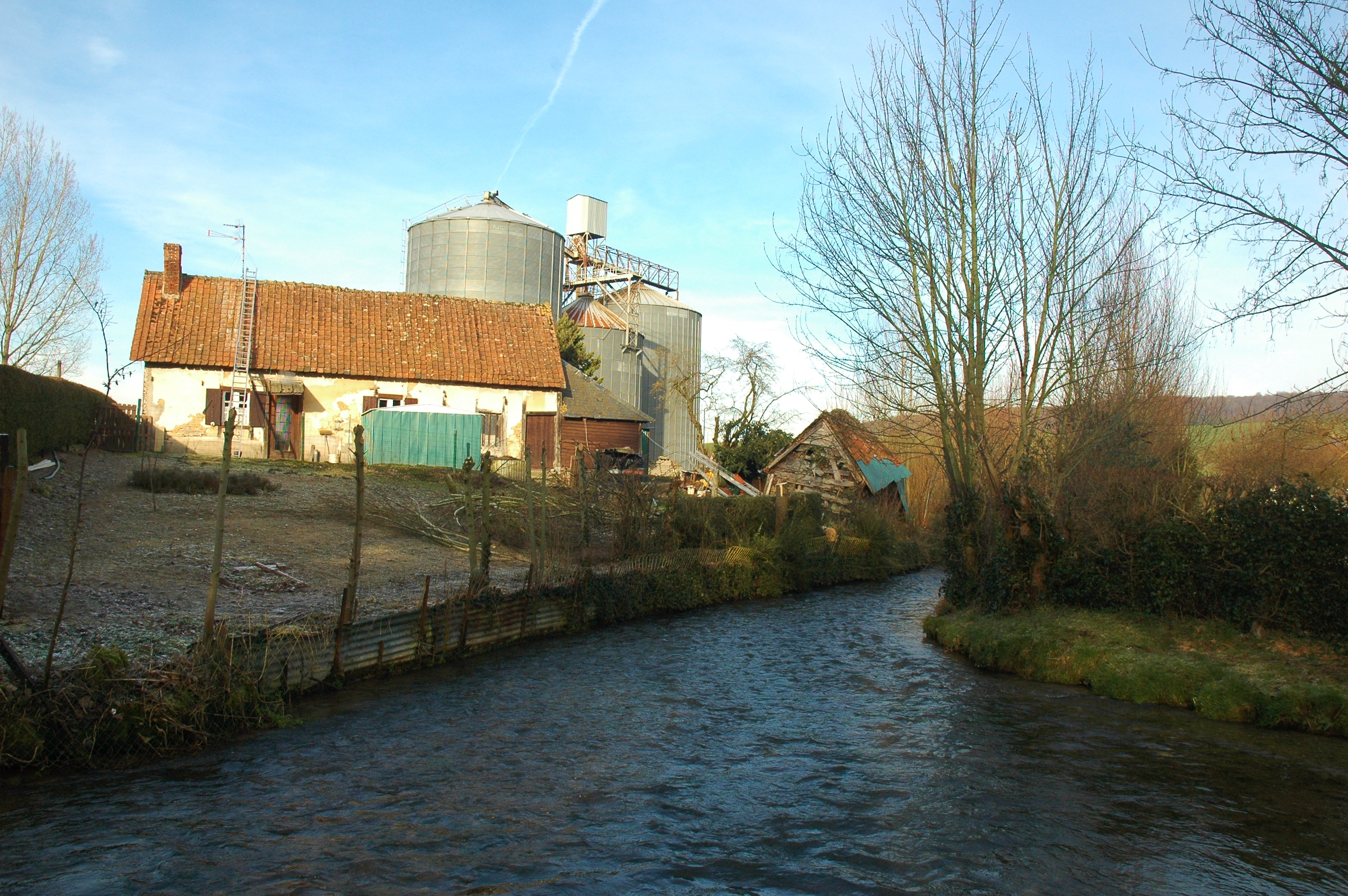
L'Yères (le silo en arrière-plan n'existe plus).

La commune est implantée dans le pays de Bray. Elle est traversée par l'Yères, un fleuve côtier qui se jette dans la Manche à Criel-sur-Mer.
Le village de Grandcourt est situé à quelques kilomètres au nord-est de Londinières et à l'ouest de Blangy-sur-Bresle. Il est au carrefour des routes départementales D 14, D 148, D 149 et D 16.

### Hydrographie
La commune est située dans le bassin Seine-Normandie. Elle est drainée par l'Yères, le fossé d'Hesmy, le Douet, des bras de l'Yères et  et un autre petit cours d'eau,.
L'Yères, d'une longueur de 40 km, prend sa source dans la commune de Aubermesnil-aux-Érables et se jette  dans la Manche à Criel-sur-Mer, après avoir traversé 14 communes. 

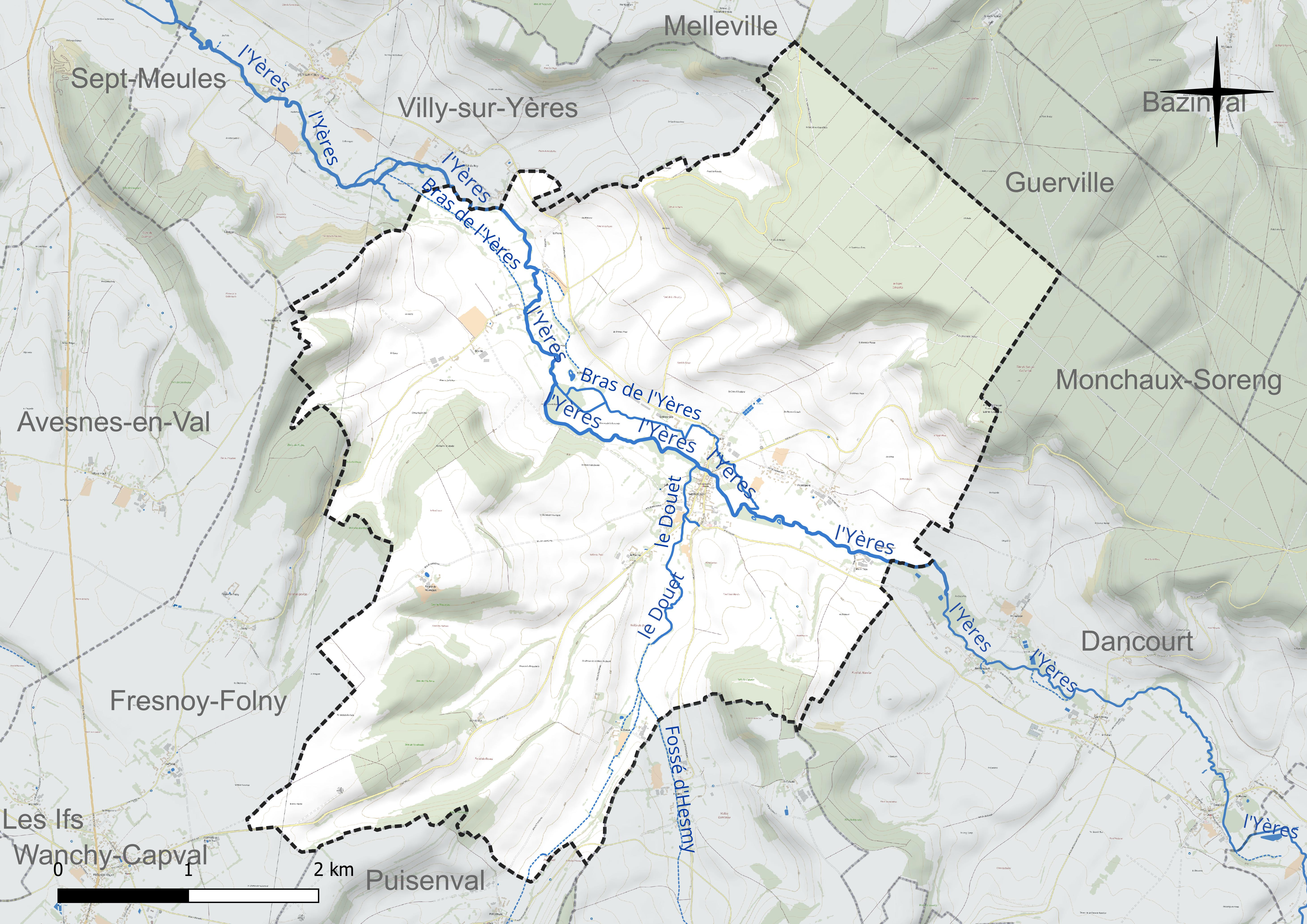
Réseau hydrographique de Grandcourt.

### Climat
Pour des articles plus généraux, voir Climat de la Normandie et Climat de la Seine-Maritime.
En 2010, le climat de la commune est de type climat océanique altéré, selon une étude du CNRS s'appuyant sur une série de données couvrant la période 1971-2000. En 2020, Météo-France publie une typologie des climats de la France métropolitaine dans laquelle la commune est exposée à un climat océanique et est dans la région climatique Côtes de la Manche orientale, caractérisée par un faible ensoleillement (1 550 h/an) ; forte humidité de l’air (plus de 20 h/jour avec humidité relative > 80 % en hiver), vents forts fréquents. Parallèlement le GIEC normand, un groupe régional d’experts sur le climat, différencie quant à lui, dans une étude de 2020, trois grands types de climats pour la région Normandie, nuancés à une échelle plus fine par les facteurs géographiques locaux. La commune est, selon ce zonage, exposée à un « climat maritime », correspondant au Pays de Caux, frais, humide et pluvieux, légèrement plus frais que dans le Cotentin.
Pour la période 1971-2000, la température annuelle moyenne est de 10,5 °C, avec une amplitude thermique annuelle de 13,5 °C. Le cumul annuel moyen de précipitations est de 909 mm, avec 13,2 jours de précipitations en janvier et 8,8 jours en juillet. Pour la période 1991-2020, la température moyenne annuelle observée sur la station météorologique la plus proche, située sur la commune d'Oisemont à 20 km à vol d'oiseau, est de 11,1 °C et le cumul annuel moyen de précipitations est de 801,4 mm,. Pour l'avenir, les paramètres climatiques de la commune estimés pour 2050 selon différents scénarios d’émission de gaz à effet de serre sont consultables sur un site dédié publié par Météo-France en novembre 2022.

### Lieux-dits
Les lieux-dits sont très nombreux dans la commune, même si beaucoup sont aujourd'hui tombés dans l'oubli. On dénombre ainsi de nos jours les hameaux suivants :
- Ecotigny (aujourd'hui intégré dans le bourg de Grandcourt, dans sa facade la plus septentrionale) ;
- Pierrepont (plus grand des lieux-dits, situé à l'Est du bourg de Grandcourt, juste au-dessus de l'Yères) ;
- Déville (situé à l'ouest du bourg de Grandcourt, aux bords de l'Yères) ;
- Le Hamel ;
- La Baronnie ;
- Le Mont-Dion ;
- Le Douet ;
- La Hétrelle ;
- La ferme de Maurepas.

## Urbanisme

### Typologie
Au 1er janvier 2024, Grandcourt est catégorisée commune rurale à habitat dispersé, selon la nouvelle grille communale de densité à sept niveaux définie par l'Insee en 2022.
Elle est située hors unité urbaine et hors attraction des villes,.

### Occupation des sols
L'occupation des sols de la commune, telle qu'elle ressort de la base de données européenne d’occupation biophysique des sols Corine Land Cover (CLC), est marquée par l'importance des territoires agricoles (72,1 % en 2018), une proportion identique à celle de 1990 (72,1 %). La répartition détaillée en 2018 est la suivante : 
terres arables (52,8 %), forêts (25,1 %), prairies (17,3 %), zones agricoles hétérogènes (1,9 %), milieux à végétation arbustive et/ou herbacée (1,5 %), zones urbanisées (1,3 %). L'évolution de l’occupation des sols de la commune et de ses infrastructures peut être observée sur les différentes représentations cartographiques du territoire : la carte de Cassini (XVIIIe siècle), la carte d'état-major (1820-1866) et les cartes ou photos aériennes de l'IGN pour la période actuelle (1950 à aujourd'hui).

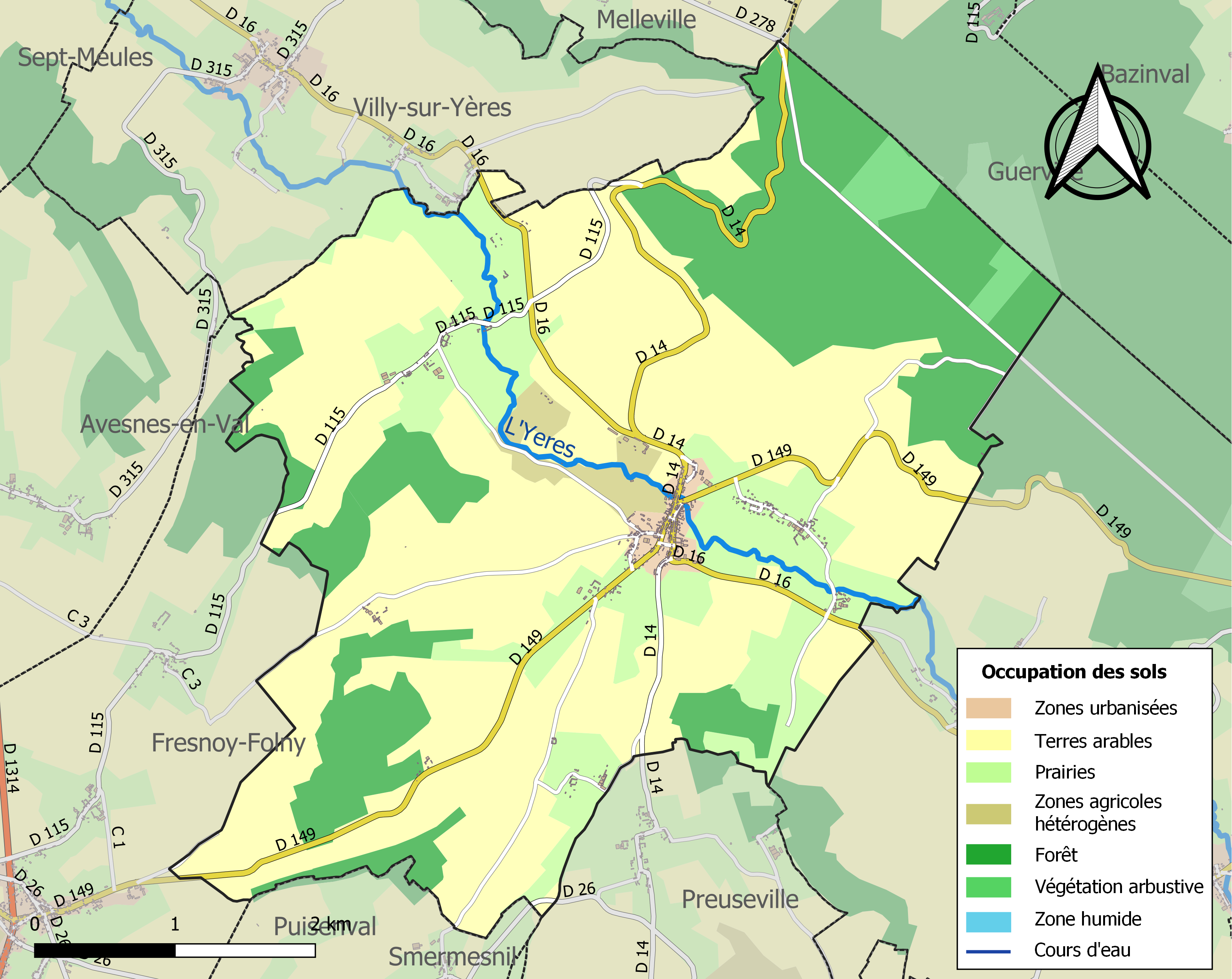
Carte des infrastructures et de l'occupation des sols de la commune en 2018 (CLC).

## Toponymie

### Grandcourt
Le nom de la localité est attesté sous les formes Grandi curlæ, Grant court et Grantcourt vers 1059.
De l'adjectif, en langue d'oïl, grant, au féminin, et court « domaine rural », le nom de Grandcourt signifiait "Grande cour".

### Microtoponymie

#### Écotigny
Le nom d'Écotigny est attesté sous les formes de Scotiniis vers 1119 ; Eschotigneis en 1139. D'un  *Scottiniacas, fondé sur le nom de personne Scotto « l'Écossais », suivi du suffixe d'origine gauloise -(i)acas marquant la propriété, à l'accusatif pluriel caractéristique de l'extrème nord de la France.

#### Pierrepont
Signifiant « pont de / en pierre », homonyme des nombreux Pierrepont de l'extrème nord de la France et calque du germanique commun *steinaz-*brugjǭ mot-à-mot « pierre pont », car il y avait au XIXe siècle un pont en grès sur l'Yères. Toponyme mentionné dès 787.

#### Déville
De *Davidville cf. lieu-dit de Duclair Davidvillam vers 1025, latin médiéval Davidis Villa en 1059, signifie « domaine de David ».

#### Le Hamel
Mentionné en 1613, Le Hamel est un diminutif en -el de l'ancien français septentrional Ham. Il signifie « maisons, groupement d'habitations, hameau » et a donné le mot français hameau

## Histoire
Le site est riche en vestiges du passé : outils, objets divers et cimetière datant des époques gauloise, romaine et franque.
Lors des invasions normandes, au IXe siècle, une église existait déjà. Elle a aujourd'hui disparu.
Un hôpital et une léproserie sont signalés au XIIe siècle.
À la bataille de Bourgtheroulde, en 1124, le seigneur du lieu, Guillaume de Grancourt prend la tête de l'armée anglo-normande.
Cette commune a intégré celles de Écotigny, Pierrepont et de Déville en 1823.

## Politique et administration
| Période                                  | Période                    | Identité                     | Étiquette | Qualité                                                      |
| ---------------------------------------- | -------------------------- | ---------------------------- | --------- | ------------------------------------------------------------ |
| Les données manquantes sont à compléter. |                            |                              |           |                                                              |
| 1930                                     | 1955                       | Vicomte Gabriel de Chézelles | URD       | Conseiller général du Canton de Londinières (1929-1940)      |
| Les données manquantes sont à compléter. |                            |                              |           |                                                              |
| mars 2001                                | 2008                       | Jean-Paul Anselin            |           | Chef d'entreprise Président de la CC de Londinières (?-2008) |
| mars 2008                                | 2014                       | Claude Henry                 |           |                                                              |
| 2014                                     | En cours (au 10 août 2020) | Arnaud de Chézelles          |           | Agriculteur Réélu pour le mandat 2020-2026                   |

## Population et société

### Démographie
L'évolution du nombre d'habitants est connue à travers les recensements de la population effectués dans la commune depuis 1793. Pour les communes de moins de 10 000 habitants, une enquête de recensement portant sur toute la population est réalisée tous les cinq ans, les populations de référence des années intermédiaires étant quant à elles estimées par interpolation ou extrapolation. Pour la commune, le premier recensement exhaustif entrant dans le cadre du nouveau dispositif a été réalisé en 2006.

En 2022, la commune comptait 295 habitants, en évolution de −15,47 % par rapport à 2016 (Seine-Maritime : +0,35 %, France hors Mayotte : +2,11 %).
| 1793 | 1800 | 1806 | 1821 | 1831 | 1836 | 1841 | 1846 | 1851 |
| ---- | ---- | ---- | ---- | ---- | ---- | ---- | ---- | ---- |
| 313  | 330  | 326  | 356  | 721  | 707  | 704  | 704  | 746  |

| 1856 | 1861 | 1866 | 1872 | 1876 | 1881 | 1886 | 1891 | 1896 |
| ---- | ---- | ---- | ---- | ---- | ---- | ---- | ---- | ---- |
| 768  | 783  | 803  | 807  | 735  | 718  | 708  | 688  | 621  |

| 1901 | 1906 | 1911 | 1921 | 1926 | 1931 | 1936 | 1946 | 1954 |
| ---- | ---- | ---- | ---- | ---- | ---- | ---- | ---- | ---- |
| 626  | 610  | 607  | 605  | 598  | 618  | 669  | 646  | 582  |

| 1962 | 1968 | 1975 | 1982 | 1990 | 1999 | 2006 | 2011 | 2016 |
| ---- | ---- | ---- | ---- | ---- | ---- | ---- | ---- | ---- |
| 602  | 528  | 488  | 419  | 337  | 331  | 345  | 362  | 349  |

| 2021 | 2022 | - | - | - | - | - | - | - |
| ---- | ---- | - | - | - | - | - | - | - |
| 306  | 295  | - | - | - | - | - | - | - |

### Enseignement
En matière d'enseignement primaire, les communes de Grandcourt et Dancourt sont réunies au sein d'un regroupement pédagogique, jusqu'aux vacances scolaires de juillet 2018. À la rentrée scolaire 2018, la commune de Dancourt est réunie aux trois communes de Foucarmont, Villers-sous-Foucarmont et Fallencourt, par décision de l'inspection académique de la Seine-Maritime.

## Culture locale et patrimoine

### Lieux et monuments

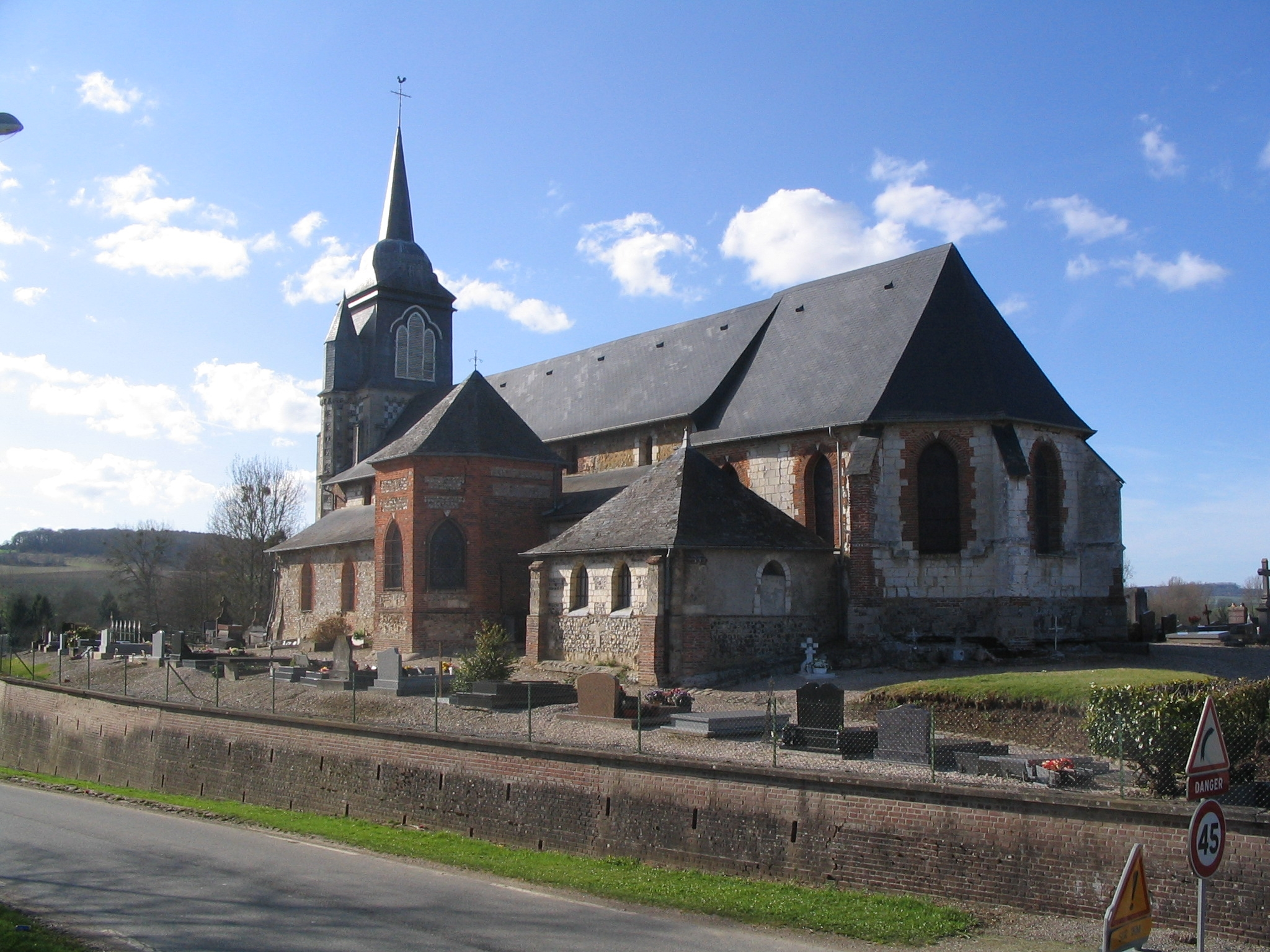
L'église Saint-Martin.

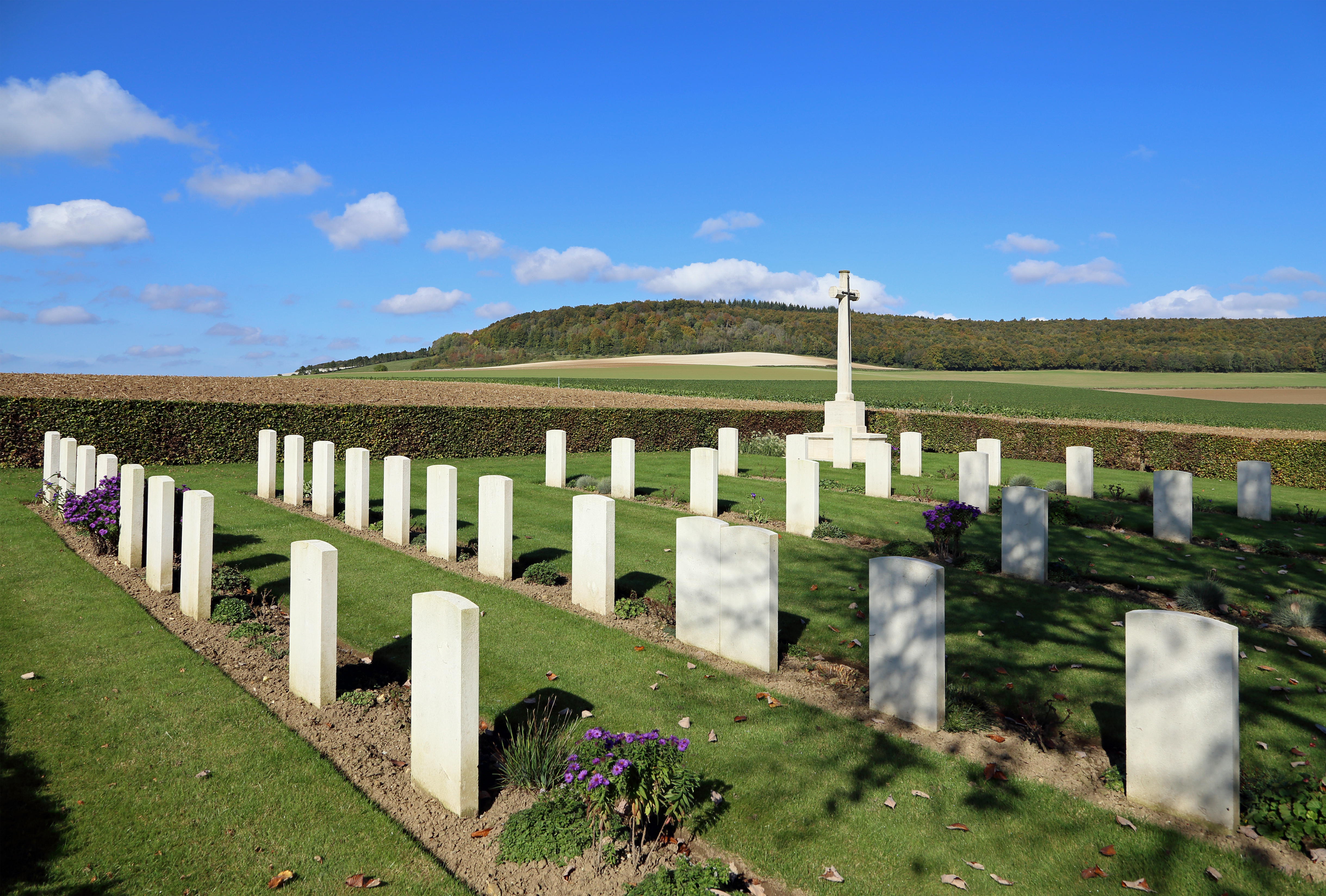
Cimetière militaire britannique

#### Les édifices religieux
Autrefois, au XVIIIe siècle, la commune de Grandcourt comptait 5 églises, représentant cinq anciennes paroisses: elles étaient situées dans les hameaux de Pierrepont, Déville, La Pierre, Ecotigny et Grandcourt. Néanmoins, le rattachement de ces communes à celle de Grandcourt a causé la perte de ces paroisses, et par conséquent, de leurs édifices religieux. On ne compte ainsi aujourd'hui plus que l'église Saint-Martin de Grandcourt, qui renferme un orgue fonctionnel.

#### Autres monuments
- Grandcourt War Cemetery : cimetière militaire britannique de la Seconde Guerre mondiale.
- Le manoir de la Baronnie, situé au nord du village aux abords de la D16[33].
- Le château de la ferme européenne des enfants, du XVIIIe siècle, actuellement utilisé comme lieu de villégiature pour des enfants qui s'initient à la vie à la campagne[34].

#### Culture locale
Au XIXe siècle, la commune possédait une fanfare.

### Personnalités liées à la commune
- La première dynastie de la Maison de Pierrepont[36].
- Achille Delboulle (né à Dancourt en 1834 et mort à Grandcourt en 1905) : Philologue et lexicographe, historien de la langue française. - Professeur au lycée du Havre[37].